# Pfaffenwinkel

Lage in Bayern

Als Pfaffenwinkel wird eine Region in Südbayern bezeichnet, die zwischen Lech und Loisach liegt und innerhalb Bayerns als landespolitisch geförderte Tourismusregion gekennzeichnet ist. Eine solche Kennzeichnung einzelner oder mehrerer Kommunen als Tourismusregion wird im Rahmen des Landesentwicklungsprogramms Bayern (LEP) seit 2006 vom Bayerischen Landesamt für Statistik auf der Karte „Tourismusregionen in Bayern“ vorgenommen. Zugleich wird die Region vom Bayerischen Landesamt für Umwelt als Kulturlandschaftseinheit „54 Pfaffenwinkel“ geführt, die sich wiederum durch sechs „Bedeutsame Kulturlandschaften“ (54-A bis 54-F) auszeichnet.

## Lage
Das Kerngebiet des Pfaffenwinkels bildet der Landkreis Weilheim-Schongau u. a. mit den Gemeinden Seeshaupt und Bernried am südwestlichen Ufer des Starnberger Sees. Den westlichen Teil des Landkreises durchzieht die Romantische Straße, in deren Verlauf auch Steingaden mit der Wieskirche liegt.
Im weiteren Sinne zählt man das Gebiet zwischen Landsberg am Lech und Starnberg im Norden, Ingenried im Westen, Füssen und Ettal im Süden und Benediktbeuern im Osten dazu. Damit umfasst der Pfaffenwinkel Teile des Fünfseenlandes mit den Landkreisen Landsberg am Lech und Starnberg, sowie Teile des Zweiseenlandes (Kochelsee-Loisach), des Lechrains und Bereiche der Landkreise Ostallgäu und Garmisch-Partenkirchen. Eine exakte Begrenzung existiert allerdings nicht.
Die hügelige Landschaft ist geprägt durch Wiesen, Wälder, Moore, Seen und Flussläufe und liegt auf einer Höhe von etwa 550 bis 1750 Meter.

## Geschichte

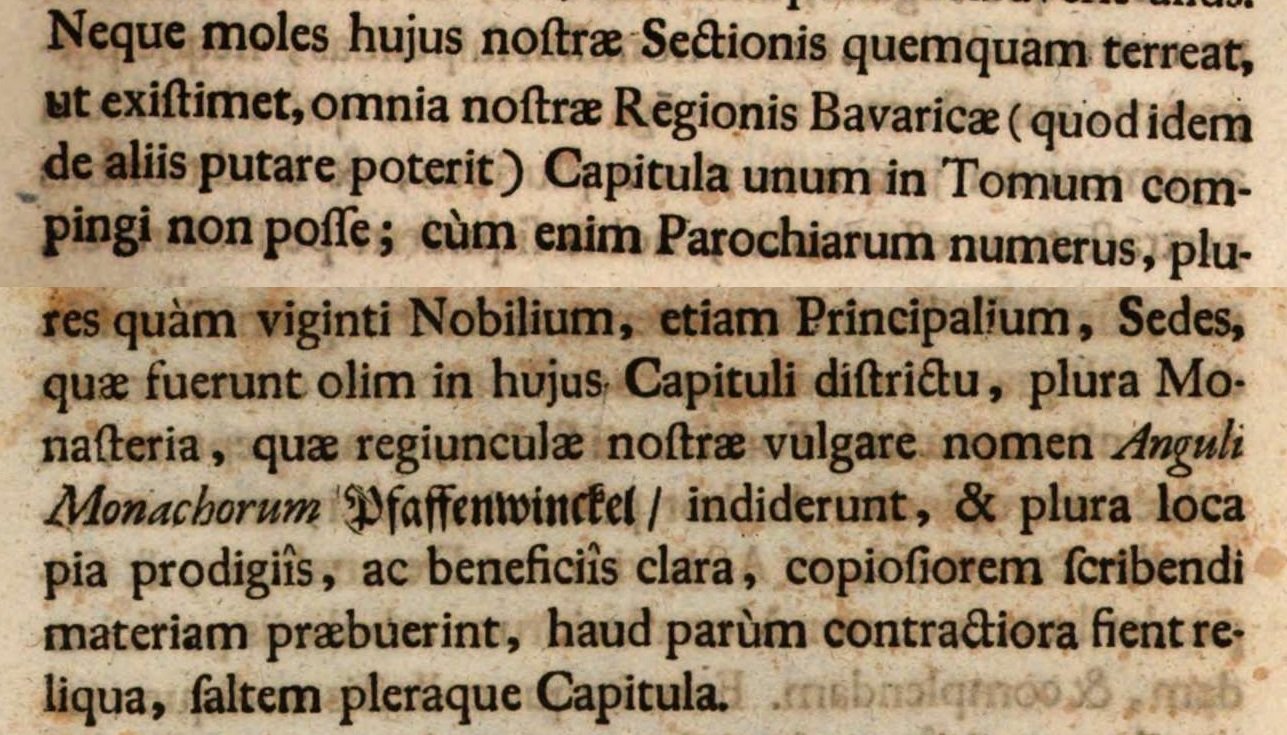
Vorwort der Vindelicia Sacra mit dem Erstbeleg

Der Erstbeleg für die Bezeichnung „Pfaffenwinkel“ findet sich im Vorwort der Vindelicia Sacra von Franz Sales Gailler aus dem Jahr 1756. Der Begriff wird mit lateinisch Anguli Monachorum ‚Ecke der Mönche‘ wiedergegeben und bereits als vulgare nomen, also volkstümlicher Name bezeichnet.
Seit 2006 dient „Pfaffenwinkel“ auch „offiziell“ als Bezeichnung einer innerhalb Bayerns landespolitisch geförderten Tourismusregion sowie etwa seit 2012 als Bezeichnung einer Kulturlandschaftseinheit („54 Pfaffenwinkel“), die sich wiederum durch sechs „Bedeutsame Kulturlandschaften“ (54-A bis 54-F) auszeichnet.

## Tourismusziele in der Region
In kaum einer anderen Region in Deutschland gibt es eine derartige Dichte an Klöstern. Dazu zählen die Klöster Benediktbeuern, Schlehdorf, Polling, Wessobrunn, Dießen, Rottenbuch, Bernried, Beuerberg, Steingaden, Ettal, Andechs sowie das Chorherrenstift Habach.
Aus der Region stammen die Stuckateure der Wessobrunner Schule. Im Wessobrunner Kloster entdeckte man das Wessobrunner Gebet, eines der ältesten dichterischen Werke der deutschen Sprache. Die in Wessobrunn geborenen Brüder Dominikus und Johann Baptist Zimmermann erbauten mit der Wallfahrtskirche zum Gegeißelten Heiland auf der Wies, auch als Wieskirche bekannt, ein heute zum Weltkulturerbe gehörendes Bauwerk. Weitere bekannte Wallfahrtskirchen stehen auf dem Hohenpeißenberg, in Vilgertshofen und in Ilgen.

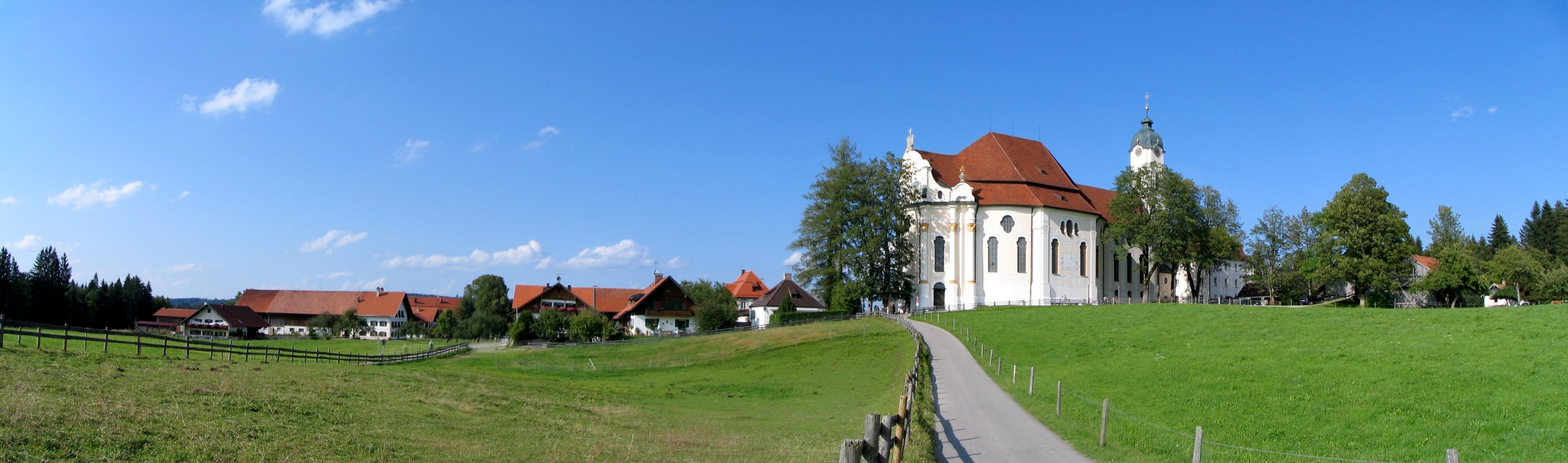
Die Wieskirche im Pfaffenwinkel

## Film
Bilder einer Landschaft: Der Pfaffenwinkel, ein Film von Vera Botterbusch, 45 Minuten, Bayerischer Rundfunk, 1985.